# Mirela Ţugurlan
Mirela Ţugurlan (Focşani, 4 de setembro de 1980) é uma ex-ginasta romena que competiu em provas de ginástica artística pela nação.
Ţugurlan é a detentora de uma medalha olímpica, conquistada nos Jogos de Atlanta em 1996. Na ocasião, a ginasta saiu-se medalhista de bronze, em prova conquistada pelo time estadunidense de Shannon Miller. Em campeonatos mundiais arquiva ainda uma medalha. Em 1997, no Mundial de Lausanne, foi a vencedora do evento coletivo.